# Mama (canción de Spice Girls)
«Mama» es una canción de las Spice Girls, lanzada como el cuarto sencillo de su álbum debut, Spice. Fue lanzada como una doble cara A junto a la Comic Relief video musical de "Who Do You Think You Are". El sencillo vendió más de 600 000 copias en el Reino Unido. 
"Mama" recibió tanto airplay como "Who Do You Think You Are", ya que es en la doble cara A (lo que no suelen llegar plenamente desempeñado en la televisión o la radio) de la pista, pero aun así fue ampliamente difundida.

## Posiciones en las listas
En el Reino Unido se dio a conocer como una doble cara A junto con "Who Do You Think You Are". La canción encabezó las listas durante tres semanas consecutivas. 
En la mayoría de los países europeos la canción fue lanzada junto con "Who Do You Think You Are" llegando a los primeros puestos de los rankings en Irlanda, los Países Bajos, Suecia y Suiza. En otros países la canción se publicó sola. En Austria el sencillo fue su primer y único número uno, permaneciendo en la parte superior una semana. En Alemania e Italia tuvo más éxito que "Who Do You Think You Are" , alcanzando la lista de los diez más populares en ambos apartados.

## Video musical
El video de la canción contó con las madres de las cinco Spice Girls. En el vídeo las chicas están cantando para un público de niños y sus madres, sobre el amor que tienen para sus propias madres. También muestran a las madres de las chicas con una foto de sus hijas. En el video también figuran actores como niñas, jóvenes, haciendo varias cosas todas juntas (por ejemplo, jugando, cantando o practicando un baile),y todas ellas representaban a cada Spice Girl.
Esta canción fue muy popular entre los niños y aún se utiliza para celebrar el Día de la Madre. La duración de la canción utilizada en el vídeo musical es 3:33, mientras que la duración original de la canción es 5:05.

## "Mama" para el Día de la Madre
A principios de febrero de 2008, una campaña que se lanzó a conseguir "Mama" vuelve a la parte superior de la tabla de dencillos del Reino Unido. Entre el 25 de febrero y el 2 de marzo, los aficionados estaban invitados a descargar la canción, para el Día de la Madre.

## Formatos y listas de canciones

### UK CD1/CD Japonés
1. «Mama» [Radio Versión] - 3:40
2. «Who Do You Think You Are» [Radio Versión] - 3:44
3. «Baby Come Round» - 3:22
4. «Mama» [Biffco Mix] - 5:49

### CD Alemán
1. «Mama» [Radio Versión] - 3:40
2. «Mama» [Álbum Versión] - 5:03
3. «Who Do You Think You Are» [Radio Versión] - 3:44

## Listas, topes y certificaciones

### Posiciones en las listas
| Lista (1997)                    | Posición |
| ------------------------------- | -------- |
| Australian ARIA Singles Chart   | 13       |
| Austrian Singles Chart          | 1        |
| Belgian Singles Chart           | 10       |
| Danish Singles Chart            | 10       |
| Dutch Top 40                    | 2        |
| Finnish Singles Chart           | 15       |
| German Singles Chart            | 4        |
| Irish Singles Chart             | 1        |
| Colombia Top 100                | 10       |
| Italian Singles Chart           | 10       |
| Latvian Airplay Top             | 1        |
| New Zealand RIANZ Singles Chart | 6        |
| Norwegian Singles Chart         | 12       |
| Swedish Singles Chart           | 5        |
| Swiss Singles Chart             | 6        |
| UK Singles Chart                | 1        |

### Certificaciones
| País        | Certificación | Ventas   |
| ----------- | ------------- | -------- |
| Reino Unido | Platino       | 600 000+ |

- Datos: Q1916334